# Powiat d'Ostrów Wielkopolski
Le powiat d'Ostrów Wielkopolski (en polonais : powiat ostrowski) est un powiat appartenant à la voïvodie de Grande-Pologne dans le centre-ouest de la Pologne.

## Division administrative
Le powiat comprend 8 communes :
- 1 commune urbaine : Ostrów Wielkopolski ;
- 4 communes rurales : Ostrów Wielkopolski, Przygodzice, Sieroszewice et Sośnie ;
- 3 communes mixtes : Nowe Skalmierzyce, Odolanów et Raszków.